# Liste der Bodendenkmäler in Scheinfeld
Auf dieser Seite sind die Bodendenkmäler in der mittelfränkischen Stadt Scheinfeld zusammengestellt. Diese Tabelle ist eine Teilliste der Liste der Bodendenkmäler in Bayern. Grundlage ist die Bayerische Denkmalliste, die auf Basis des Bayerischen Denkmalschutzgesetzes vom 1. Oktober 1973 erstmals erstellt wurde und seither durch das Bayerische Landesamt für Denkmalpflege geführt wird. Die folgenden Angaben ersetzen nicht die rechtsverbindliche Auskunft der Denkmalschutzbehörde.

## Bodendenkmäler der Gemeinde Scheinfeld

### Gemarkung Burgambach
| Lage                  | Objekt                                                                                 | Akten-Nr.     | Bild |
| --------------------- | -------------------------------------------------------------------------------------- | ------------- | ---- |
| Burgambach (Standort) | Mittelalterliche und frühneuzeitliche Befunde im Bereich des Burgstalls in Burgambach. | D-5-6328-0076 |      |

### Gemarkung Erlabronn
| Lage                 | Objekt                                                                                          | Akten-Nr.     | Bild |
| -------------------- | ----------------------------------------------------------------------------------------------- | ------------- | ---- |
| Erlabronn (Standort) | Siedlung vor- und frühgeschichtlicher Zeitstellung.                                             | D-5-6228-0013 |      |
| Erlabronn (Standort) | Mittelalterliche und frühneuzeitliche Befunde im Bereich des ehemaligen Schlosses in Erlabronn. | D-5-6228-0031 |      |

### Gemarkung Kornhöfstadt
| Lage                    | Objekt | Akten-Nr.     | Bild |
| ----------------------- | --- | ------------- | ---- |
| Kornhöfstadt (Standort) | Bestattungsplatz vorgeschichtlicher Zeitstellung mit Grabhügel.                                                                   | D-5-6329-0056 |      |
| Kornhöfstadt (Standort) | Bestattungsplatz vorgeschichtlicher Zeitstellung mit Grabhügel.                                                                   | D-5-6329-0057 |      |
| Kornhöfstadt (Standort) | Freilandstation des Mesolithikums.                                                                                                | D-5-6329-0058 |      |
| Kornhöfstadt (Standort) | Mittelalterliche und frühneuzeitliche Befunde im Bereich des ehemaligen Herrschaftssitzes in Kornhöfstadt.                        | D-5-6329-0157 |      |
| Kornhöfstadt (Standort) | Mittelalterliche und frühneuzeitliche Befunde im Bereich der ehemalige Katholischen Kuratiekirche St. Margaretha in Kornhöfstadt. | D-5-6329-0158 |      |

### Gemarkung Markt Taschendorf
| Lage                         | Objekt                                                          | Akten-Nr.     | Bild |
| ---------------------------- | --------------------------------------------------------------- | ------------- | ---- |
| Markt Taschendorf (Standort) | Bestattungsplatz mit Grabhügel vorgeschichtlicher Zeitstellung. | D-5-6229-0018 |      |

### Gemarkung Oberlaimbach
| Lage                    | Objekt | Akten-Nr.     | Bild |
| ----------------------- | --- | ------------- | ---- |
| Oberlaimbach (Standort) | Mittelalterlicher Burgstall Kropfsberg.                                                                                               | D-5-6328-0017 |      |
| Oberlaimbach (Standort) | Freilandstation des Mesolithikums. | D-5-6328-0018 |      |
| Oberlaimbach (Standort) | Mittelalterlicher Burgstall bei Oberlaimbach.                                                                                         | D-5-6328-0039 |      |
| Oberlaimbach (Standort) | Mittelalterliche und frühneuzeitliche Befunde im Bereich der Evangelisch-Lutherischen Pfarrkirche St. Peter und Paul in Oberlaimbach. | D-5-6328-0081 |      |

### Gemarkung Scheinfeld
| Lage                  | Objekt | Akten-Nr.     | Bild |
| --------------------- | --- | ------------- | ---- |
| Scheinfeld (Standort) | Mittelalterliche und frühneuzeitliche Befunde im Bereich einer ehemaligen Ziegelei bei Scheinfeld.                          | D-5-6328-0009 |      |
| Scheinfeld (Standort) | Mittelalterliche und frühneuzeitliche Altstadt von Scheinfeld.                                                              | D-5-6328-0069 |      |
| Scheinfeld (Standort) | Mittelalterliche und frühneuzeitliche Befunde im Bereich der spätmittelalterlichen Stadtbefestigung von Scheinfeld.         | D-5-6328-0070 |      |
| Scheinfeld (Standort) | Mittelalterliche und frühneuzeitliche Befunde im Bereich der Katholischen Stadtpfarrkirche Mariä Himmelfahrt in Scheinfeld. | D-5-6328-0071 |      |
| Scheinfeld (Standort) | Mittelalterliche und frühneuzeitliche Befunde im Bereich der Katholischen Friedhofskapelle St. Jodok in Scheinfeld.         | D-5-6328-0072 |      |

### Gemarkung Schnodsenbach
| Lage                     | Objekt | Akten-Nr.     | Bild |
| ------------------------ | --- | ------------- | ---- |
| Schnodsenbach (Standort) | Siedlung vor- und frühgeschichtlicher Zeitstellung.                                                                              | D-5-6328-0041 |      |
| Schnodsenbach (Standort) | Mittelalterliche und frühneuzeitliche Befunde im Bereich der Evangelisch-Lutherischen Pfarrkirche in Schnodsenbach.              | D-5-6328-0062 |      |
| Schnodsenbach (Standort) | Mittelalterliche und frühneuzeitliche Befunde im Bereich des ehemaligen Schlosses in Schnodsenbach, zuvor mittelalterliche Burg. | D-5-6328-0063 |      |

### Gemarkung Schwarzenberg
| Lage                     | Objekt                                                                                | Akten-Nr.     | Bild |
| ------------------------ | ------------------------------------------------------------------------------------- | ------------- | ---- |
| Schwarzenberg (Standort) | Mittelalterliche und frühneuzeitliche Befunde im Bereich des Schlosses Schwarzenberg. | D-5-6328-0083 |      |

### Gemarkung Unterlaimbach
| Lage                     | Objekt | Akten-Nr.     | Bild |
| ------------------------ | --- | ------------- | ---- |
| Unterlaimbach (Standort) | Burgstall des Mittelalters. | D-5-6328-0023 |      |
| Unterlaimbach (Standort) | Freilandstation des Mesolithikums, Siedlung des Neolithikums und der Bronzezeit sowie Bestattungsplatz vorgeschichtlicher Zeitstellung mit Grabhügel.  | D-5-6328-0044 |      |
| Unterlaimbach (Standort) | Mittelalterliche und frühneuzeitliche Befunde im Bereich der Evangelisch-Lutherischen Pfarrkirche St. Veit in Unterlaimbach und ihrer Vorgängerbauten. | D-5-6328-0086 |      |